# Mauro Esposito
Mauro Esposito (ur. 13 czerwca 1979 w Torre del Greco) – włoski piłkarz grający na pozycji prawego pomocnika lub napastnika. 
W czasie swojej kariery był graczem Pescary, Udinese Calcio, Cagliari Calcio, Chievo, AS Roma, US Grosseto i Atletico Roma. Rozegrał 6 spotkań dla reprezentacji Włoch, w której zadebiutował 9 października 2004 roku w przegranym 0:1 spotkaniu przeciwko Słowenii.